# Mistrzostwa Polski w Biathlonie 1983
17. Mistrzostwa Polski w biathlonie odbyły się w 1983 w Zakopanem. Rozegrano trzy konkurencje, bieg indywidualny mężczyzn na dystansie 20 kilometrów, bieg sprinterski na dystansie 10 kilometrów i sztafetę 4 x 7,5 km.

## Terminarz i medaliści
| Data | Konkurencja                | Złoto                                                                                             | Srebro                                                                               | Brąz                                                                    |
| 1983 | Bieg indywidualny mężczyzn | Krzysztof Ptaszkowski WKS Legia Zakopane                                                          | Mieczysław Bodziana WKS Legia Zakopane                                               | Jerzy Szyda Górnik Wałbrzych                                            |
| 1983 | Bieg sprinterski mężczyzn  | Władysław Grysztar Górnik Iwonicz Zdrój                                                           | Jerzy Szyda Górnik Wałbrzych                                                         | Leopold Latawiec WKS Legia Zakopane                                     |
| 1983 | Bieg sztafetowy mężczyzn   | WKS Legia Zakopane Stanisław Gąsienica Krzysztof Ptaszkowski Mieczysław Bodziana Leopold Latawiec | WKS Legia Zakopane Jerzy Gładysz Eugeniusz Kołodziej Ryszard Ponikwia Józef Michniak | WKS Legia Zakopane W. Lasak Jan Ziemianin Tadeusz Bobak Franciszek Leja |